# 天涯何处觅知心
《天涯何处觅知心》（英語：The Heart Is a Lonely Hunter，又译《心是孤独的猎手》）是一部1968年上映的美国电影。该片根据卡森·麦克库勒斯的同名小说改编，由罗伯特·艾里斯·米勒执导，主要演员包括艾伦·阿金、桑德拉·洛克、史戴西·奇屈和西西莉·泰森等，其中艾伦·阿金和桑德拉·洛克分别获得了第41届学院奖男主角和女配角奖提名。

## 剧情
约翰·辛格（英語：John Singer，艾伦·阿金饰）是一位聋哑人，每天生活的圈子很小。不过这天他认识了楼下一位叫米克·凯利（英語：Mick Kelly，桑德拉·洛克饰）的小女孩，她很希望能够成为一位钢琴家，只是看来这样的梦想实在只能维持在梦想的地步。两人很快成为了朋友，艾伦也希望可以借此扩大自己生活的小圈子。可是，约翰之后认识的很多人，每一个都将他视为一个稳定而且可以依靠的人，没有任何人意识到，约翰也有许多自己的烦恼，而这些烦恼开始变得越来越让他无法承受......

## 演员
- 艾伦·阿金饰约翰·辛格
- 桑德拉·洛克（英语：Sondra Locke）饰桑德拉·洛克
- 史戴西·奇屈饰布兰特（英語：Blount）
- 西西莉·泰森饰波蒂娅（英語：Portia）

## 奖项
第41届学院奖：
- 男主角：艾伦·阿金（提名）
- 女配角：桑德拉·洛克（提名）

第26届金球奖：
- 最佳影片（正剧类）（提名）
- 最佳电影男主角（正剧类）：艾伦·阿金（提名）
- 最佳电影女配角：桑德拉·洛克（提名）
- 最有前途女新人：桑德拉·洛克（提名）

纽约影评人协会
- 最佳男主角：艾伦·阿金（获奖）

美国编剧工会
- 最佳美国剧情类编剧（提名）

月桂奖
- 最佳摄影（获奖）
- 最佳女配角：桑德拉·洛克（获奖）
- 最佳女新人：桑德拉·洛克（提名）